# Jeffrey Buis
Jeffrey Buis, född 27 december 2001 i Meppel, är en nederländsk roadracingförare. Han blev världsmästare i Supersport 300 när han vann Supersport 300-VM 2020. En bedrift han upprepade 2023.